# Centre hospitalier universitaire Grenoble Alpes

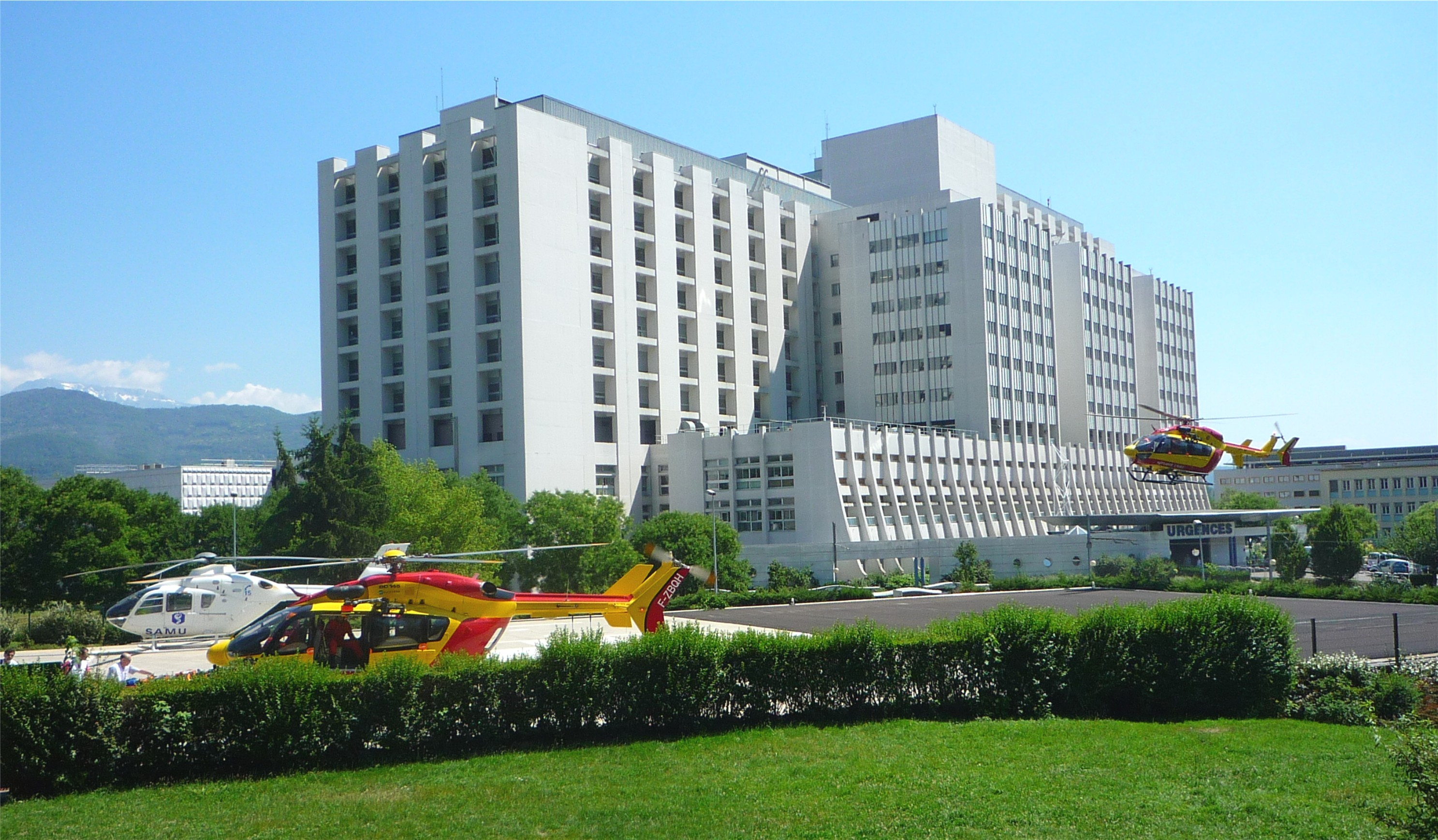
Hôpital Albert Michallon

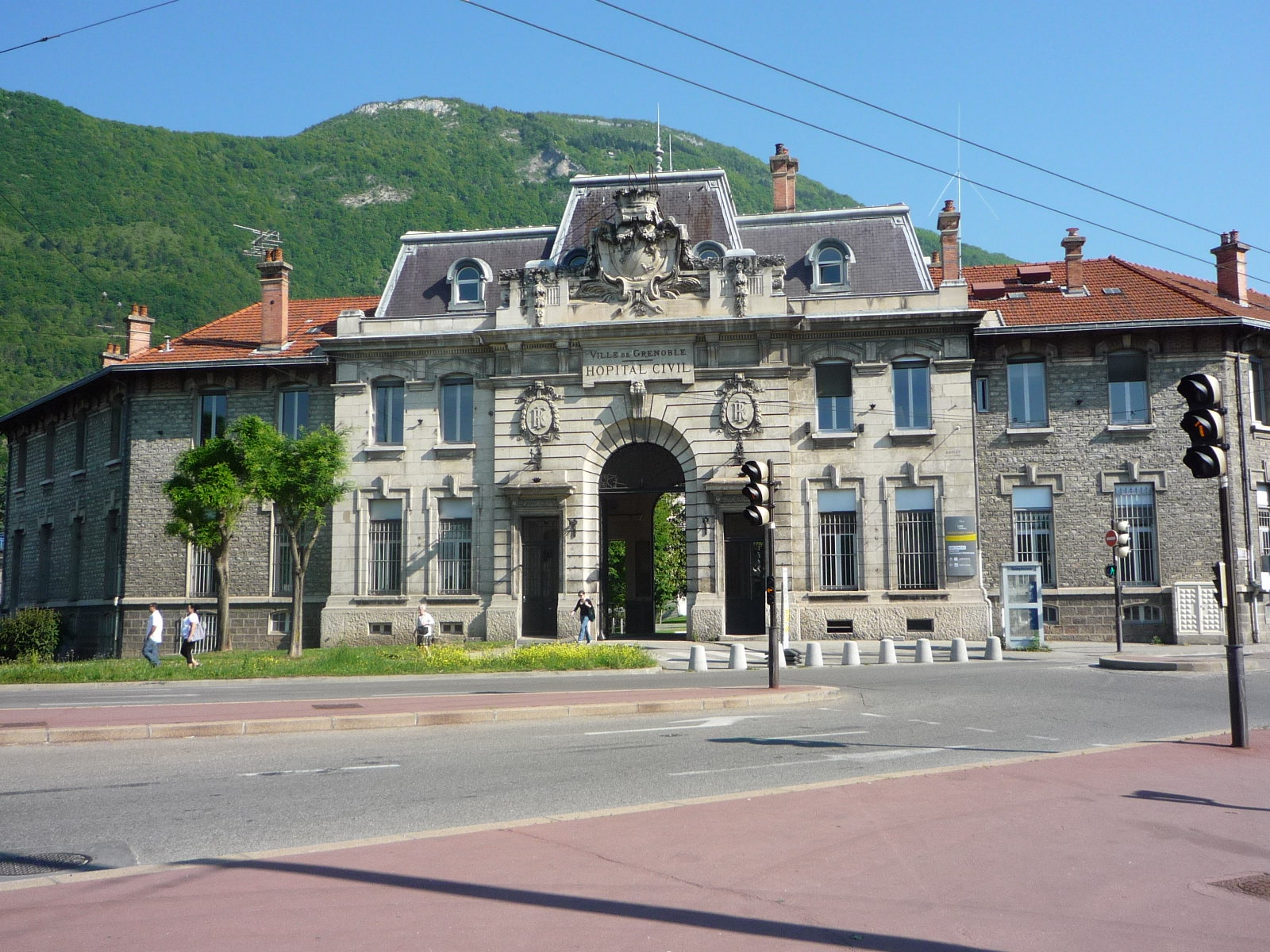
Hôpital La Tronche

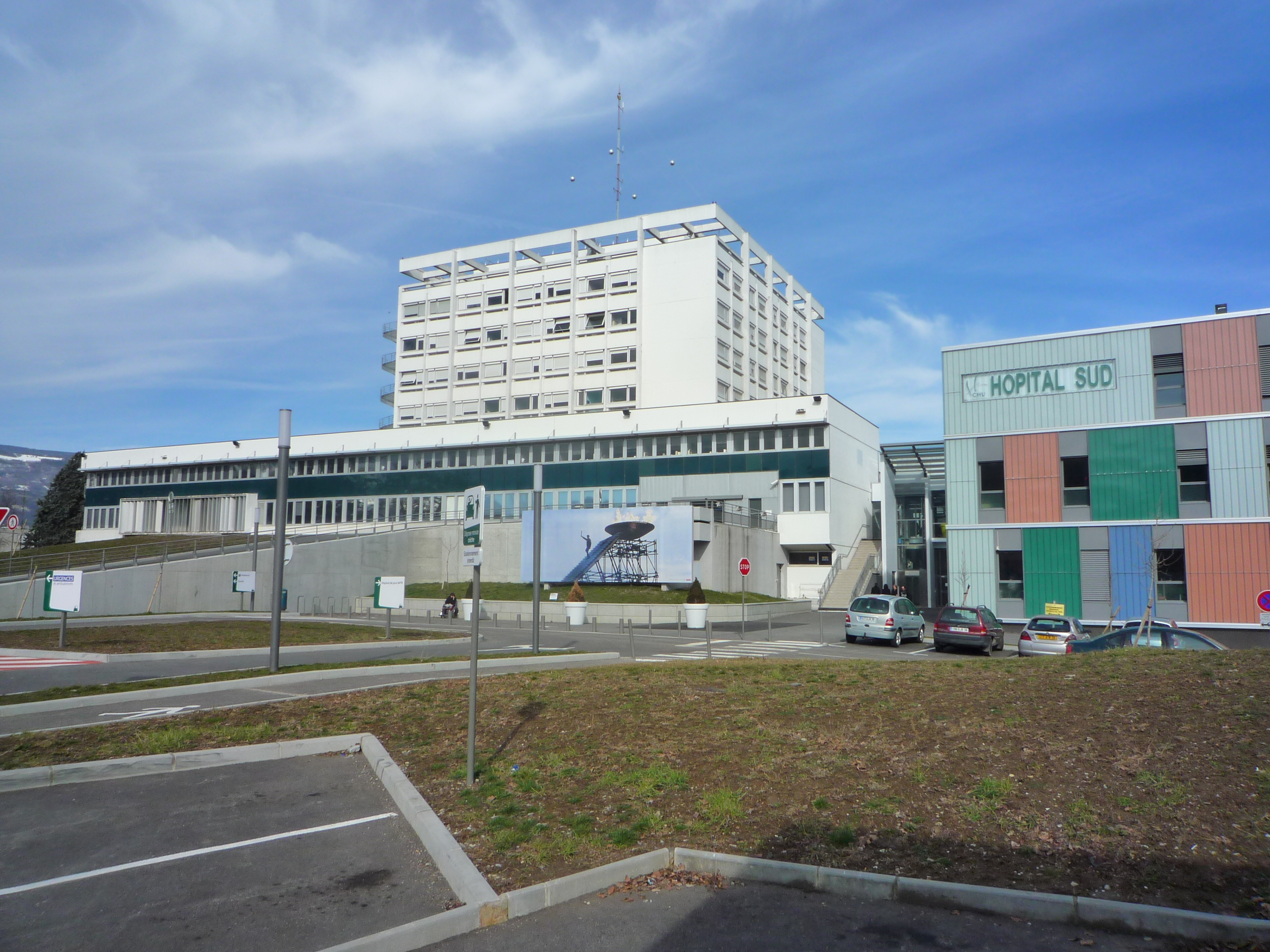
Hôpital Sud

Das Centre hospitalier universitaire Grenoble Alpes ist ein Universitätsklinikum mit mehreren Standorten im Raum Grenoble: Standort Nord in La Tronche, Standort Süd in Échirolles, Standort Voiron sowie Standort für Logistik und Pharmazeutik in Domène. Es wurde 1974 eingeweiht. 2013 hatte es 2235 Betten. Es hat eine Abteilung für Bergunfälle (Alpes Trauma Centre). Im Dezember 2013 wurde Michael Schumacher mit einer schweren Kopfverletzung in die Klinik eingeliefert.